# Anoplostoma cuticularia
Anoplostoma cuticularia is een rondwormensoort uit de familie van de Anoplostomatidae. De wetenschappelijke naam van de soort is voor het eerst geldig gepubliceerd in 1977 door Belogurov & Alekseev.